# Cairo gas distribution project
Cairo gas distribution project – перший проект в історії єгипетської газотранспортної системи, метою якого було постачання житлових районів.
Наприкінці 1970-х років через газопровід Абу-Ель-Гарадік – Дашур почались перші поставки природного газу до каїрської агломерації. Первісно споживачами стали підприємства індустріальної зони Хелван, яка знаходиться на південь від Каїру, проте вже невдовзі виникли плани газифікації житлових районів, що до того використовували зріджений нафтовий газ. Проект, який реалізували за підтримки Світового банку, отримав назву Cairo gas distribution project та мав забезпечити газифікацію 160 тисяч домогосподарств на першому етапі із збільшенням до 640 тисяч домогосподарств протягом 20 років.
В межах проекту проклали газопровід завдовжки 57 км та діаметром 600 мм, який починався від газопереробного заводу Дашур (західний берег Нілу), перетинав Ніл та прямував південно-східними околицями агломерації до районів Хелван, Мааді, Наср-Сіті та Геліополіс.
Первісно завершення робіт на головній лінії планували на 1980 рік, проте роботи посувались із певними затримками – у 1981-му були готові початкова та завершальна ділянки системи, але сегмент між Хелваном та Мааді завершили лише влітку 1983-го. Втім, ще до того вдалось подати блакитне паливо споживачам у всіх районах завдяки спорудженню перемички із газопроводом Суец – Хелван, що також прямував південно-східними околицями агломерації.
В подальшому трубопровід Cairo gas distribution project став частиною Каїрського газопровідного кільця.